# Parc national d'Oze
Le parc national d'Oze (尾瀬国立公園, Oze kokuritsu kōen) est un parc national japonais qui s'étend sur les préfectures de Tochigi, Gunma, Fukushima et Niigata.

## Histoire
Le parc national d'Oze a été fondé le 30 août 2007 en incluant à une partie du parc national de Nikkō, créé en 1934, les monts Aizu-Komagatake du village de Hinoemata (préfecture de Fukushima), Tashiro du bourg de Minamiaizu (préfecture de Fukushima) et Taishaku situé dans le nord-ouest de la ville de Nikkō.
Le site est classé site Ramsar depuis le 8 novembre 2005.